# Sarothromyiops dasycnemis
Sarothromyiops dasycnemis är en tvåvingeart som först beskrevs av Thomson 1869.  Sarothromyiops dasycnemis ingår i släktet Sarothromyiops och familjen köttflugor.
Artens utbredningsområde är Ecuador. Inga underarter finns listade i Catalogue of Life.